# Xã Newtown, Quận Bucks, Pennsylvania
Xã Newtown (tiếng Anh: Newtown Township) là một xã thuộc quận Bucks, tiểu bang Pennsylvania, Hoa Kỳ. Năm 2010, dân số của xã này là 19.299 người.